# Psapharochrus vetustus
Psapharochrus vetustus là một loài bọ cánh cứng trong họ Cerambycidae.